# Fondation Alexandre Vassiliev
La Fondation Alexandre Vassiliev (Alexandre Vassiliev Fondas), dite aussi Alexandre Vassiliev Foundation, est une organisation internationale à vocation culturelle créée en 2012, de structure juridique lituanienne, dont le siège social est sis à Kaunas.
Elle administre la collection particulière d'Alexandre Vassiliev, considérée, depuis sa création, comme l'une des plus importantes collections privées au monde sur l'histoire de la mode. Parmi des œuvres uniques de l'histoire du vêtement, se trouvent des objets illustrant les usages et coutumes de la mode, allant de la fin du XVIIe siècle à nos jours.

## Historique de la collection
En 1999, Catherine Join-Diéterle, alors directrice du palais Galliera, musée de la Mode de la ville de Paris, introduisait une biographie d'Alexandre Vassiliev par ces mots « Comme il aime à le raconter, c'est la passion de la mode qui a conduit Alexandre Vassiliev à réunir, en un peu plus de vingt ans, cinq cents costumes, trois mille accessoires et un important fonds photographique. Le tiers est consacré à la Russie, son pays d'origine, le reste se répartissant entre la France, l'Angleterre, l'Espagne mais aussi la Turquie et l'Amérique du Sud où il a vécu. Passion ancienne puisqu'Alexandre Vassiliev effectue son premier achat alors qu'il a seize ans ». Depuis, Alexandre Vassiliev est devenu un homme d'affaires et animateur de télévision en Russie et investit massivement dans de nouvelles acquisitions. Son nom devient connu des spécialistes comme Françoise Auget à Paris ou Kerry Taylor (en) à Londres. Il participe régulièrement aux enchères des principales maisons de ventes spécialisé comme Charles A. Whitaker Auction (co) ou Augusta Auctions à New York, chez qui il achète une grande partie de l'ex-collection du Brooklyn Museum Costume Collection.
Il constitue ainsi, dans les années 2000, l'une des plus importantes collections privées. Parallèlement, il annonce son intention de trouver un lieu pour y héberger sa collection. Fin 2009, le musée des Arts appliqués et du Design à Vilnius répond favorablement, offrant de vastes espaces en plein cœur de la capital Lituanien pour conserver et présenter la collection au public. Ainsi, l'ancien arsenal du château devient le premier musée de la mode en Europe de l'Est.
En novembre 2012, la fondation est créée afin d'apporter un statut juridique à ce premier partenariat.

## Statut et direction
La Fondation Alexandre Vassiliev est une entreprise publique, de droit lituanien, à but non lucratif, créée par Alexandre Vassiliev et régulée par un conseil d'administration. 
Sa mission première est la gestion et la valorisation de la collection personnelle Alexandre Vassiliev. Son objectif est culturel : « L’éducation par l'histoire de la mode ». Elle mène également des actions de soutien dans les domaines de la recherche et des sciences sociales.
En 2014, la fondation crée un centre de documentation et d'expertise à Paris afin de former des étudiants français et étrangers.
Le comité de direction, en poste depuis 2012, comprend cinq personnes dont :
- le président : Alexandre Vassiliev, homme d'affaires, animateur de télévision et historien de la mode ;
- le vice-président : Christophe Dubois Rubio, auteur et historien de la mode ;
- la directrice : Alma Puodziukaitiene, femme d'affaires.

## Musées partenaires et partenariats culturels
Le musée des Arts appliqués et du Design de Vilnius (Lituanie) est le premier partenaire, sous contrat entre la fondation, le musée et le ministère de la Culture lituanien. Ce musée conserve la majorité de la collection d'Alexandre Vassiliev. Depuis sa création, il présente deux expositions annuelles temporaires et une exposition de mode permanente.
Le succès de cette première association pérenne a amené d'autres propositions, notamment en Estonie, avec le Kumu (contraction de Kunstimuuseum), « musée d'art » en 2014. Puis en 2017, avec le château de Fall, particulièrement visité pour ses chutes d'eau. Ce dernier devient le premier partenaire régulier de la fondation pour ce pays. Le troisième pays balte manifeste également son intérêt en 2014, à travers l'investissement privée de la famille Muzychkina qui permettra la création du musée de la Mode de Riga (musée privé). La capitale lettone est non seulement la plus grande ville des pays baltes, mais aussi sa première destination touristique. La position stratégie, à côté de l'office du tourisme, fait de ce musée l'un des lieux les plus visités de la capitale mais également une introduction pour les deux autres musées. 
Suivront des partenariats moins réguliers, notamment avec le Centre panrusse des expositions de Moscou (Russie).
Au-delà des expositions proposées au sein de ces musées partenaires, la Fondation Alexandre Vassiliev présente régulièrement ces expositions dans d'autres musées internationaux comme le musée des Beaux-Arts Pouchkine de Moscou, le musée des Arts décoratifs, de la Faïence et de la Mode de Marseille, ou encore le musée Sakıp Sabancı d'Istanbul.
En plus de ces propres expositions, la Fondation Alexandre Vassiliev contribue aux expositions ayant pour thématique l'histoire de la mode comme « Verre et mode », présentée durant l'été 2012 au musée du Verre vénitien de Hakone (Japon), « Friends and Fashion: An American Diplomat in 1820s Russia », présentée du 18 février 2017 au 11 juin 2017 au Hillwood Museum de Washington, ou encore « Boldini e la moda », présentée du 16 février 2019 au 30 juin 2019 au Palazzo dei Diamanti de Ferrare (Italie).

## Collection
La Collection Alexandre Vassiliev est constituée de près de 500 000 pièces reflétant les codes de l’habillement en France, en Russie ou plus largement dans le monde Occidental. Les éléments les plus anciennes remontent à l'Antiquité gréco-romaine (fibules, camées…) et couvrent plus particulièrement la période allant du XVIIIe siècle à nos jours. Parmi des œuvres inestimables, comme une rare robe signée Worth & Bobergh ou une cape par la maison Brisac ayant appartenu à la dernière impératrice de Russie, Alexandra Fedorovna Romanova. Sont également collectionné les vêtements illustrant les plus importantes maisons de couture (Doucet, Redfern, Poiret, Vionnet, Chanel ou Dior) et des objets domestiques illustrant les usages et coutumes de la mode (nécessaires, éventails, sacs…), ainsi que des livres, magazines et photographies, anciens et modernes.
Un département costumes de scène comprenant une importante collection des costumes des ballets russes de Diaghilev, ainsi que quelques pièces ethniques, reflet de la volonté d'ouverture sur le monde, sur la société actuelle et la transversalité des influences.
Une politique d’acquisition augment, chaque année, les fonds de plusieurs milliers de nouvelles pièces.

## Expositions temporaires
Depuis la première exposition « Les mythes de nos nippes » présentée en 1983 au musée d'Art moderne de la ville de Paris, à laquelle participait Alexandre Vassiliev, plus de 200 expositions ont été réalisées en 20 ans, à travers quatre continents et 21 pays. Certaines expositions sont devenues itinérantes, comme celle de la mode à l'époque victorienne qui a été présentée sous différents noms (« Fashion of the Victorian era », « Charm of the Victorian fashion », « Poetry and Spleen. The Victorian Female Image and Fashion ») et reçu par des institutions culturelles étrangères prestigieuses. Elle a accueilli plusieurs dizaines de milliers de visiteurs.
La volonté d'Alexandre Vassiliev est aussi de faire sortir ses collections d'objets d'intérêt historique des musées afin de rencontrer un public plus large. En 2014, la Russie a accueilli les jeux olympiques d'hiver ; pour cette occasion, le grand magasin Goum, situé sur la place Rouge à Moscou, avait organisé une grande exposition de mode qui célébrait les  120 ans du magasin. Pendant la durée de l'exposition, le grand magasin qui accueille plus d'un million cinq cent mille visiteurs par mois, et a vu déambuler environ 20 000 visiteurs par jour devant les œuvres de la Fondation Vassiliev, record absolu de fréquentation pour une exposition de la fondation.
L'exposition « La mode en voyage », commandé par la compagnie des chemins de fer russes RJD, est un autre exemple d’exposition hors les murs. Cinq vitrines climatisées, exposant 50 silhouettes accessoirisées racontant l'histoire de la mode, depuis la création des chemins de fer jusqu'au début du XXIe siècle, ont voyagé dans les principales villes de la fédération. Depuis sa création, la Fondation Alexandre Vassiliev répond à une large demande, souvent ambitieuse, d’exposition éducative, toujours dans un cadre pédagogique. En 2019, la ville de Vichy a souhaité organiser deux expositions pour sa candidature à la liste du patrimoine mondial de l’UNESCO. Le sujet inédit « L’élégance en Villégiature » a ainsi été imaginé afin de répondre à la fois à la demande de la ville et d'innover d'un point de vue pédagogique.  
À la fin des années 2010, la Fondation Alexandre Vassiliev réalise ou participe en moyenne à 20 expositions par an, toujours dans le but d'éduquer par l'histoire de la mode.